# Aplomya insita
Aplomya insita är en tvåvingeart som först beskrevs av Giglios-tos 1893.  Aplomya insita ingår i släktet Aplomya och familjen parasitflugor. Inga underarter finns listade i Catalogue of Life.